# Rodney Graham
Rodney Graham (* 16. Januar 1949 in Matsqui, heute ein Teil von Abbotsford, British Columbia; † 22. Oktober 2022 in Vancouver) war ein kanadischer Künstler, dessen Werk exemplarisch die Kunst der Moderne und gleichzeitig ihre Ablösung von der Moderne analysiert.

## Leben
Rodney Graham zog 1964 mit seiner Familie nach Vancouver. Er studierte Kunstgeschichte, von 1968 bis 1971 an der University of British Columbia und anschließend von 1978 bis 1979 an der Simon Fraser University. Laut Auskunft der fünf seine Werke ausstellenden Galerien, 303 Gallery, Hauser & Wirth, Lisson Gallery, Galerie Rüdiger Schöttle und Esther Schipper, hatte er das letzte Jahr mit Krebs gekämpft.

## Werk
Rodney Graham hat seit Mitte der 70er Jahre ein vielschichtiges Werk geschaffen, das er in einer Fülle unterschiedlicher Medien wie Film, Fotografie, Installation, Malerei, Druckgrafik, Literatur und Musik realisiert hat. Mit viel poetischer Ironie, Raffinesse und konzeptueller Originalität verbildlicht der Künstler in seiner Arbeit Bezüge zwischen den verschiedenen Ebenen des Alltags und der Kulturgeschichte. Er untersucht und reflektiert dabei künstlerische, musikalische und literarische Werke und Ereignisse der Geistesgeschichte aus allen Epochen und schafft ein komplexes Werk zwischen Realität und Fiktion.
Die Werke beschäftigen sich unter anderem mit zentralen Persönlichkeiten der Kultur des 19. und frühen 20. Jahrhunderts (z. B. Edgar Allan Poe, Richard Wagner, Raymond Roussel oder Sigmund Freud und dessen „Traum von der botanischen Monographie“) oder reflektieren populäre Mythen des Kinos. Dabei unterzieht Graham die von ihm für seine eigene Kunst genutzten Werke von innen heraus einer sympathisierenden Kritik und verwandelt sie so. Häufig bezieht sich seine Kunst auf filmische Klischees oder bekannte Elemente populärer Musik. Die Wiederholung spielt in Grahams Werk als formales und strukturelles Prinzip eine zentrale Rolle, nicht nur in seinen Filmen, sondern auch in vielen anderen Werken.
Die Arbeiten von Rodney Graham wurden in zahlreichen Einzelausstellungen gezeigt, u. a. in der Retrospektive von 2004 bis 2005 (MoCA Los Angeles, ICA Philadelphia, Vancouver Art Gallery u. a.), in der Whitechapel Art Gallery in London (2002), im Hamburger Bahnhof in Berlin (2001) und 2006/7 im Sprengel Museum (Hannover). Er hat an der Documenta IX (1992), an der Biennale in Venedig (1997 und 2003) und an der Whitney Biennale in New York teilgenommen.
Im Jahre 2010 zeigten das Museu d’Art Contemporani de Barcelona, das Museum für Gegenwartskunst in Basel und die Hamburger Kunsthalle die Ausstellung Rodney Graham. Through the Forest.
Vom 8. Juli bis zum 26. November 2017 zeigte das Museum Frieder Burda in Baden-Baden Leuchtkastenbilder des Künstlers in einer Einzelausstellung.

## Auszeichnungen
Graham war 2006 Preisträger des Kurt-Schwitters-Preises für Bildende Kunst der Niedersächsischen Sparkassenstiftung.

## Ausstellungskatalog
- Rodney Graham. Through the Forest, in englischer Sprache; Hatje Cantz, Ostfildern 2010 ISBN 978-3-7757-2576-7